# Shawnee

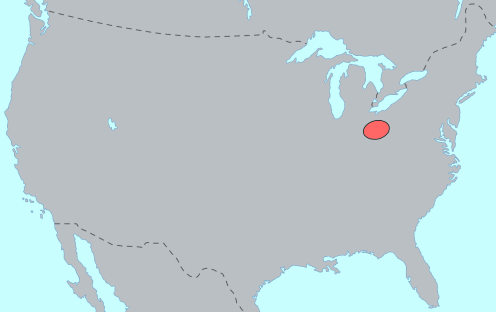
La dislocazione della tribù Shawnee intorno al 1650

Gli Shawnee o Shawano sono una popolazione nativa del Nord America. Originariamente occupavano i territori dell'Ohio, del Kentucky e della Pennsylvania.

## Storia

### Storia
Le origini preistoriche degli Shawnee sono incerte. Come altre tribù che utilizzavano il linguaggio Algonquian, possono aver avuto origine nell'area intorno al lago Winnipeg (nella provincia di Manitoba in Canada). Ad un certo punto devono essere emigrati nei territori dell'Ohio, nell'area attualmente compresa tra l'ovest della Virginia, il sud dell'Ohio e il nord del Kentucky. Alcuni studi hanno tentato di dimostrare che gli Shawnee discendevano dalle popolazioni preistoriche di cultura Fort Ancient (una cultura che fiorì tra il 1000 e il 1500 nella popolazione che, in gran parte, popolava le terre lungo il fiume Ohio); altri studi hanno confutato questa teoria. Attualmente il problema dell'origine degli Shawano è ancora in fase di discussione.
Le prime notizie storiche degli Shawano si hanno verso la fine del XVII secolo, quando essi occuparono grandi porzioni del territorio dell'Illinois, lungo il fiume Ohio, nel Maryland e addirittura ancora più a sud fino al fiume Savannah dove, nel 1680, sostituirono i Westo come partner commerciale principale della Provincia della Carolina. Questo fu il risultato della guerra tra gli Irochesi e la Francia (gli Irochesi erano un gruppo di cinque tribù di Nativi americani: Mohawk, Oneida, Onondaga, Cayuga, e i Seneca) del 1660 durante la quale gli Irochesi scacciarono gli Shawnee dai territori dell'Ohio, reclamando come loro proprietà quei terreni fertili. A causa della pressione delle tribù circostanti e all'avanzata dell'espansione degli europei nell'Est, gli Shawnee ripresero a ricolonizzare i territori dell'Ohio nel 1720.
Gli Irochesi tentarono ancora di reclamare il possesso di quei territori, pur considerando gli Shawnee e i Delaware, che si erano ristabiliti nella zona, come delle vere e proprie tribù indipendenti. Un certo numero di Irochesi migrò verso ovest e divenne noto con il nome di Mingo. Queste tre tribù (Shawnee, Delaware e Mingo) stabilirono una forte alleanza tra di loro nei territori dell'Ohio.

### La guerra dei 60 anni (1754-1814)
Dopo la battaglia del Monongahela nel 1755, molti Shawnee combatterono a fianco dei francesi durante i primi anni nella guerra tra questi e gli indiani, fino a quando, nel 1758, venne firmato il Trattato di Easton. Quando, nel 1763 i francesi vennero sconfitti, molti Shawnee aderirono alla "Ribellione di Pontiac" (1763-1766) contro i britannici, che fallì un anno più tardi.
Il "Proclama Reale" del 1763, che fu emanato durante la "Ribellione di Pontiac", stabilì una linea di confine tra le colonie britanniche della costa atlantica e i territori dell'Ohio, ed era situata ad ovest dei monti Appalachi. Tuttavia, il trattato di Fort Stanwix del 1768, estendeva questo confine più a ovest, dando ai britannici la possibilità di reclamare i territori a ovest dell'attuale Virginia e quelli del Kentucky. Gli Shawnee non sottoscrissero questo trattato: fu negoziato tra gli ufficiali britannici e la tribù degli Irochesi, che reclamavano il possesso delle terre dove vivevano gli Shawnee e altre tribù di Nativi americani.
Dopo il trattato di Stanwix, inglesi e americani iniziarono a riversarsi nella valle del fiume Ohio; numerosi e violenti incidenti tra indiani e colonizzatori sfociarono, nel 1774, nella guerra di Lord Dunmore. Durante il conflitto la diplomazia britannica isolò gli Shawnee: gli Irochesi e i Delaware erano neutrali mentre soltanto pochi Mingo erano alleati agli Shawnee nel contrastare la colonizzazione britannica della Virginia. Lord Dunmore, Governatore reale della Virginia, lanciò contemporaneamente due offensive nei territori dell'Ohio. Il capo degli Shawnee, Gambo di Mais, ne contrastò efficacemente una, ma fu sconfitto nell'unica vera grande battaglia della guerra, la Battaglia di Point Pleasant. Nel Trattato di Camp Charlotte Gambo di Mais e gli Shawnee furono costretti a riconoscere i confini stabiliti nel 1768 dal trattato di Stanwix.
Tuttavia molti altri leader degli Shawnee rifiutarono di riconoscere i confini stabiliti dal Trattato e quando scoppiò, nel 1775 la Guerra d'indipendenza americana un gran numero di Shawnee si unì alle forze britanniche nello sforzo di respingere i colonizzatori americani al di là delle montagne. Ma gli Shawnee si divisero: Gambo di Mais era a capo di coloro che volevano rimanere neutrali nella guerra, mentre Chief Blackfish e Blue Jacket decisero di combattere gli americani alleandosi ai britannici.
Nella guerra indiana del Nord-Ovest tra gli Stati Uniti e una confederazione di tribù di Nativi americani, gli Shawnee si allearono con i Miami in una grande forza combattente. Dopo la Battaglia di Fallen Timbers del 1794, la maggior parte delle tribù Shawnee, un anno più tardi, siglò il Trattato di Greenville, nel quale si stabiliva che gran parte dei loro territori tornava in possesso degli Stati Uniti.
Altri gruppi Shawnee (le tribù Hathawekela, Kispokotha, e Piqua) non sottoscrissero questo Trattato ed emigrarono nel Missouri, stabilendosi vicino a Cape Girardeau. Nel 1800, solamente le tribù Chillicothe e Mequachake rimasero nell'Ohio.
Nel 1805 un piccolo gruppo di Shawnee aderì al "movimento" inter-tribale di Tecumseh (uno dei leader Shawnee che si era rifiutato di riconoscere il Trattato) e di suo fratello Tenskwatawa, che diede origine a quella che è conosciuta con il nome di "Guerra di Tecumseh", poi confluita nel conflitto anglo-americano del 1812 e culminata con la sconfitta degli anglo-indiani e l'uccisione di Tecumseh nella Battaglia di Thames il 5 ottobre 1813. Questo fu l'ultimo vano tentativo degli Shawnee di difendere i territori dell'Ohio dall'espansione americana.

### Dopo la guerra
Nel 1815 alcune centinaia di Shawnee, insieme ad alcune tribù Delaware, lasciarono gli Stati Uniti per stabilirsi in Texas che era, in quel periodo, sotto il dominio spagnolo. Queste tribù divennero note con l'appellativo di Shawnee assenti (Absentee Shawnee).
Ma, nel 1839, ancora una volta furono scacciati, dopo che tre anni prima, il Texas aveva dichiarato la propria indipendenza. Dal Texas quindi emigrarono ancora verso l'Oklahoma, dove si stabilirono, fondando l'attuale città di Shawnee e, nel 1854 furono raggiunti dagli Shawnee provenienti dal Kansas.
Infatti anche il Missouri aderì all'Unione nel 1821 e, dopo il Trattato di St. Louis del 1825, oltre 1.400 indiani Shawnee che vivevano nel Missouri, furono forzatamente espulsi e trasferiti da Cape Girardeau ai territori del sudest del Kansas, vicino al fiume Neosho e dal Kansas poi si trasferirono in Oklahoma.
Nel 1817 gli Shawnee che erano rimasti nell'Ohio siglarono il Trattato di Fort Meigs, cedendo le terre di cui erano ancora proprietari in cambio di tre riserve a Wapaughkonetta, Hog Creek (vicino Ada) e Lewistown, dove vivono attualmente assieme ai Seneca.
Attualmente, la maggior parte degli indiani Shawnee risiede in Oklahoma.